# Messier (constellation)
Pour les articles homonymes, voir Messier.

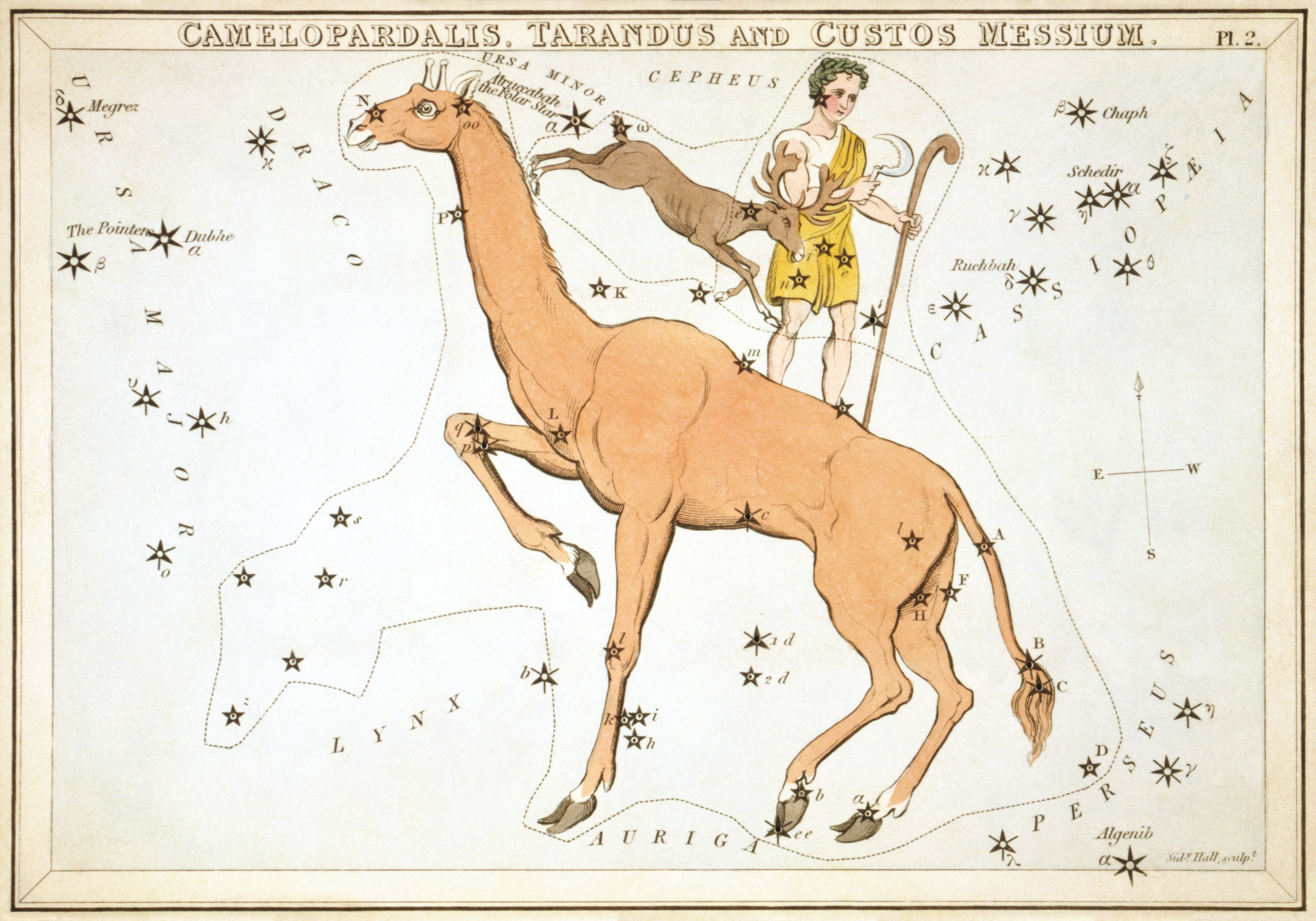
La constellation du Messier et la constellation également disparue du Renne, toutes deux représentées au-dessus de la Girafe.

Le Messier, en latin Custos Messium, est une constellation créée par Jérôme Lalande en 1779 et aujourd'hui obsolète. Elle était située entre les constellations de la Girafe, Cassiopée et Céphée. Son étoile la plus brillante était l'étoile de quatrième magnitude 50 Cassiopeiae.
Elle représente un messier, c'est-à-dire un officier chargé de la surveillance des terres cultivées. À la manière du garde champêtre, il avait pour rôle de protéger les produits du sol afin de les prémunir du vol. Le nom de la constellation est aussi un jeu de mots avec le nom de Charles Messier : c'est en effet en l'honneur de l'astronome que Lalande a créé la constellation.